# Louis Gérardin
Louis Gérardin (Boulogne-Billancourt, 12 de agosto de 1912-París, 23 de mayo de 1982) fue un deportista francés que compitió en ciclismo en la modalidad de pista. Ganó seis medallas en el Campeonato Mundial de Ciclismo en Pista entre los años 1930 y 1948.

## Medallero internacional
| Campeonato Mundial | Campeonato Mundial       | Campeonato Mundial | Campeonato Mundial       |
| Año                | Lugar                    | Medalla            | Competición              |
| ------------------ | ------------------------ | ------------------ | ------------------------ |
| 1930               | Bruselas (Bélgica)       | Medalla de oro     | Velocidad individual (A) |
| 1934               | Leipzig (Alemania)       | Medalla de bronce  | Velocidad individual (P) |
| 1935               | Bruselas (Bélgica)       | Medalla de bronce  | Velocidad individual (P) |
| 1936               | Zúrich (Suiza)           | Medalla de plata   | Velocidad individual (P) |
| 1947               | París (Francia)          | Medalla de plata   | Velocidad individual (P) |
| 1948               | Ámsterdam (Países Bajos) | Medalla de plata   | Velocidad individual (P) |

## Palmarés en pista
- 1930
  - Campeón del mundo de Velocidad amateur 
  - 1.º en el Gran Premio de Copenhague
- 1931
  - Campeón de Francia de invierno en Velocidad
- 1932
  - Campeón de Francia en Velocidad
- 1933
  - 1.º en el Gran Premio de Angers
- 1934
  - 1.º en el Gran Premio de Angers
- 1935
  - Campeón de Francia en Velocidad
- 1936
  - Campeón de Francia en Velocidad 
  - 1.º en el Gran Premio de la UVF
  - 1.º en el Gran Premio de Angers
- 1937
  - 1.º en el Gran Premio de la UVF
- 1938
  - Campeón de Francia en Velocidad
- 1938
  - 1.º en el Gran Premio de París
- 1941
  - Campeón de Francia en Velocidad 
  - 1.º en el Gran Premio de París
  - 1.º en el Gran Premio de la UVF
  - 1.º en el Gran Premio de Angers
- 1942
  - Campeón de Francia en Velocidad
- 1943
  - Campeón de Francia en Velocidad 
  - 1.º en el Gran Premio de París
- 1945
  - Campeón de Francia en Velocidad
- 1946
  - Campeón de Francia en Velocidad
- 1949
  - Campeón de Francia en Velocidad
- 1950
  - Campeón de Francia en Velocidad
- 1953
  - Campeón de Francia en Velocidad